# Anda Cantegrive
Anda Cantegrive, nom de plume de Jeanne Dubreuilh, née le 27 septembre 1873 à Bordeaux et morte le 10 avril 1974 à Talence, est une écrivaine de langue française, ayant écrit des romans pour jeunes filles dans la Collection Stella et des romans historiques se situant à Bordeaux.

## Biographie
Jeanne Marie Suzanne Dubreuilh est née le 27 septembre 1873 à Bordeaux, d'un père médecin. Elle épouse Armand Demelle le 3 octobre 1893 à Bordeaux.
Elle est membre de la Société des gens de lettres, de la société des écrivains de province et de la Société des bibliophiles de Guyenne. Elle écrit tous ses ouvrages sous le pseudonyme d' Anda Cantegrive. Elle meurt en 1974, à l'âge de 100 ans.

## Œuvres
- Heures d'une mère : 1914-1918, Paris, Perrin, 1919, XI-276 p., 19 cm (BNF 31904301)
- Les Échéances : Histoire de Denise Pascal, Paris, Bloud & Gay, 1923, 271 p., 19 cm (BNF 31904300)
- Écrit sur la marge... (ill. Henriette J. Demelle), Paris, Henry Goulet, s.d., 61 p.
- Jadis et aujourd'hui (comédie en deux actes), Bordeaux, Delbrel, 1926, 61 p., In-8
- La Nécropole d'or : roman d'une Bordelaise au IVe siècle (préf. Camille Jullian), Paris, Éditions de la Vraie France, 1929, 283 p., 19 cm (BNF 31904303)
- La Revanche merveilleuse, Paris, Éditions du Petit Écho de la Mode, coll. « Stella » (no 220), 1929, 158 p., In-16 (BNF 31904304)
- Lyne aux roses, Paris, Éditions du Petit Écho de la Mode, coll. « Stella » (no 252), 1930, 160 p., 19 cm (BNF 42565754)
- La Jeune Créole : une famille bordelaise au temps des romances (préf. Philadelphe de Gerde, couverture romantique d'Henriette Demelle), Bordeaux, Delmas, 1934, 317 p., 20 cm (BNF 32565694)
- Les Deux Mariages : roman inédit, Paris, Éditions du Petit Écho de la Mode, coll. « Stella » (no 434), 1938, 160 p., In-16 (BNF 31904299)